# Konrad Meyer (Politiker, 1875)
Konrad Meyer (* 22. August 1875 in Calbe; † 31. Januar 1949 in Belzig) war ein deutscher evangelischer Theologe, Pädagoge und Politiker (DNVP).

## Leben
Konrad Meyer wurde als Sohn eines Superintendenten geboren. Nach dem Besuch des Gymnasiums Landesschule Pforta nahm er 1895 ein Studium der evangelischen Theologie an den Universitäten in Greifswald und Leipzig auf, das er 1902 mit dem Lizenziat (Professor, Lic. theol.) beendete. Während seines Studiums wurde er Mitglied beim Verein Deutscher Studenten Greifswald. Er war seit 1902 am Domkandidatenstift in Berlin und wirkte nach der Promotion zum Dr. phil. von 1904 bis 1909 als Direktor des theologischen Studienhauses in Bonn. 1909 erhielt er eine Stelle als Geistlicher Inspektor am Kloster Unser Lieben Frauen in Magdeburg, die er bis 1932 innehatte. Als solcher arbeitete er bis 1928 als Lehrer für Religion und Hebräisch. Von 1933 bis 1937 war er Leiter des Alumnates des Dom- und Klostergymnasiums in Magdeburg. Neben seiner beruflichen Tätigkeit verfasste er theologische Schriften, war Mitarbeiter der Theologischen Literaturzeitung und schrieb Artikel für die theologisch-literarische Zeitschrift Dienet einander.
Nach der Novemberrevolution beteiligte sich Meyer an der Gründung der DNVP im Bezirk Magdeburg-Anhalt, deren Landesverband er während der Zeit der Weimarer Republik leitete. Von 1921 bis 1932 sowie erneut im Jahre 1933 war er Abgeordneter des Preußischen Landtages.

## Werke
- Der Prolog des Johannesevangeliums. Nach dem Evangelium erklärt, 1902
- Der Zeugniszweck des Evangelisten Johannes. Nach seinen eigenen Angaben dargestellt, 1906
- Jeremia, der Prophet, 1909
- Kirche, Volk und Staat vom Standpunkt der evangelischen Kirche aus betrachtet, 1915